# کمربند قهرمانی زنان ان‌اکس‌تی
عنوان قهرمانی زنان ان‌اکس‌تی (به انگلیسی: NXT Women's Championship) یک کمربند قهرمانی کشتی حرفه‌ای زنان است که توسط پروموشن آمریکایی دبلیودبلیوئی ایجاد و از آن در برند آموزشی این شرکت، ان‌اکس‌تی دفاع می‌شود. قهرمان فعلی این کمربند، جسی جین است که برای بار نخست قهرمان این عنوان شده است. او با شکست دادن استفانی واکر در شوی ان‌اکس‌تی به تاریخ ۲۷ مه ۲۰۲۵، قهرمان این عنوان شد.
این عنوان قهرمانی در ۵ آوریل ۲۰۱۳ ایجاد شد و اولین قهرمان آن، پیج بود. در سپتامبر ۲۰۱۹، دبلیودبلیوئی با انتقال شوی ان‌اکس‌تی به یو‌اس‌ای نتورک، شروع به تبلیغ ان‌اکس‌تی به عنوان «سومین برند اصلی» خود کرد. به همین دلیل، تا به امروز، این تنها عنوان قهرمانی ان‌اکس‌تی بوده است که توسط برنده مسابقه رویال رامبل انتخاب شده و متعاقبا تنها قهرمانی ان‌اکس‌تی است که در رویداد رسلمنیا از آن دفاع شد؛ اتفاقی که در رسلمنیا ۳۶ رخ داد. با این حال از سال ۲۰۲۱ مجددا این برند به‌عنوان برند آموزشی شرکت بازگشت. در سپتامبر ۲۰۲۲، عنوان قهرمانی زنان بریتانیا ان‌اکس‌تی با قهرمانی زنان ان‌اکس‌تی ادغام شد.

## تاریخچه

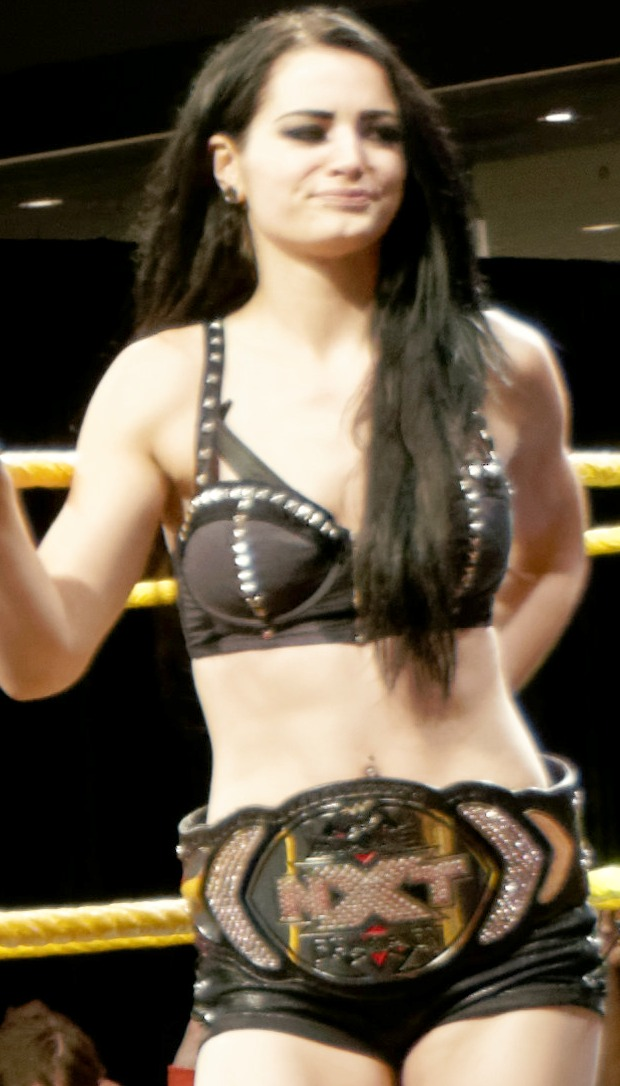
نخستین قهرمان زنان ان‌اکس‌تی، پیج که با طرح اولیه این کمربند (۲۰۱۷−۲۰۱۳) مشاهده می‌شود.

در ژوئن ۲۰۱۲، دبلیودبلیوئی اعلام کرد که ان‌اکس‌تی به عنوان برند آموزشی این شرکت، جایگزین اف‌سی‌دبلیو[en] شده است. سال بعد و در ۵ آوریل، در جریان رویدادهای پیش از رسلمنیا ۲۹، از کمربند قهرمانی زنان ان‌اکس‌تی رونمایی شد. در شوی ان‌اکس‌تی به تاریخ ۵ ژوئن، استفانی مک‌من، مدیر ارشد برند دبلیودبلیوئی، اعلام کرد که یک تورنومنت تک حذفی هشت نفره برگزار خواهد شد که شامل ۴ نفر از ان‌اکس‌تی و ۴ نفر از برندهای اصلی دبلیودبلیوئی (راو و اسمک‌داون) است. در شوی ان‌اکس‌تی به تاریخ ۲۴ ژوئیه و در فینال تورنومنت، پیج با شکست دادن اما، نخستین قهرمان این کمربند شد.
پیج با موفقیت از عنوان قهرمانی خود در رویداد ارایوال در فوریه ۲۰۱۴ در مقابل اما دفاع کرد. در شوی ان‌اکس‌تی به تاریخ ۲۴ آوریل ۲۰۱۴، مدیر کل وقت ان‌اکس‌تی، جان لی‌فیلد، عنوان قهرمانی را از پیج به‌دلیل آنکه به‌تازگی قهرمان عنوان دیواز شده بود و به برندهای اصلی راه یافته بود، سلب کرد؛ به همین سبب تورنومنتی برای مشخص کردن قهرمان بعدی این کمربند از شوی هفته بعد ان‌اکس‌تی آغاز شد. در پایان این تورنومنت، شارلوت با شکست دادن ناتالیا قهرمان جدید این کمربند شد. در پی‌پرویوی تیک اور: ریسپکت به تاریخ ۷ اکتبر ۲۰۱۵ نیز اولین مسابقه Iron Woman در تاریخ دبلیودبلیوئی برگزار شد و بیلی با شکست دادن ساشا بنکس با نتیجه ۲−۱ به پیروزی رسید و هم‌چنان قهرمان زنان ان‌اکس‌تی باقی‌ماند.
اگرچه ان‌اکس‌تی به‌عنوان برند آموزشی دبلیودبلیوئی تأسیس شده بود، اما این شرکت در سپتامبر ۲۰۱۹ و زمانیکه شوی ان‌اکس‌تی به یو‌اس‌ای نتورک منتقل شد، این برند را به عنوان برند سوم خود تبلیغ کرد. این امر متعاقبا باعث شد که کمربند قهرمانی زنان ان‌اکس‌تی به همراه کمربند قهرمانی زنان راو و کمربند قهرمانی زنان اسمک‌داون (اکنون به‌ترتیب با نام قهرمانی زنان دبلیودبلیوئی و قهرمانی زنان جهان) یکی از سه عنوان قهرمانی انفرادی زنان در دبلیودبلیوئی تبدیل شود. در حین بازه زمانی مابین سپتامبر ۲۰۱۹ تا سپتامبر ۲۰۲۱ که ان‌اکس‌تی برند سوم به شمار می‌رفت، برنده رویال رامبل ۲۰۲۰، شارلوت فلر با انتخاب قهرمان زنان ان‌اکس‌تی، ریا ریپلی، به نخستین برنده رویال رامبل تبدیل شد که یکی از کمربندهای ان‌اکس‌تی را انتخاب می‌کند؛ هم‌چنین تاکنون این تنها عنوان قهرمانی ان‌اکس‌تی بوده است که در رویداد رسلمنیا از آن دفاع شده است.
در اوت ۲۰۲۲، دبلیودبلیوئی اعلام کرد که برند ان‌اکس‌تی UK تعطیل شده و بعدا با نام ان‌اکس‌تی اروپا مجددا راه‌اندازی خواهد شد. به این ترتیب، تمامی عناوین قهرمانی این برند در ان‌اکس‌تی ادغام شدند. در ۴ سپتامبر ۲۰۲۲ و در رویداد Worlds Collide، مندی رز، قهرمان زنان ان‌اکس‌تی، با شکست دادن میکو ساتومورا، قهرمان زنان ان‌اکس‌تی UK و بلیر داونپورت در یک مسابقه سه نفره، قهرمان یکپارچه زنان ان‌اکس‌تی شد.